# Witica
Witica O. P.-Cambridge, 1895 è un genere di ragni appartenente alla famiglia Araneidae.

## Distribuzione
Le tre specie oggi note di questo genere sono state reperite in America centrale e meridionale: la specie dall'areale più vasto è la W. crassicaudus, rinvenuta in varie località dell'area compresa fra il Messico e il Perù.

## Tassonomia
Considerato un sinonimo anteriore di Salassina Simon, 1895, a seguito di un lavoro dell'aracnologo Levi (1986b); mentre, in precedenza, era considerato sinonimo di Edricus O. P.-Cambridge, 1890.
Dal 2002 non sono stati esaminati esemplari di questo genere.
A marzo 2014, si compone di tre specie:
- Witica alobatus (Franganillo, 1931) - Cuba
- Witica cayanus (Taczanowski, 1873) - regioni settentrionali dell'America meridionale
- Witica crassicaudus (Keyserling, 1865)[2] - dal Messico al Perù

### Sinonimi
- Witica talis O. P.-Cambridge, 1895, posta in sinonimia con W. crassicauda (Keyserling, 1865), a seguito di un lavoro di Levi, (1986b)[1].
- Witica tricuspis (Gétaz, 1893); trasferita del genere Edricus e posta in sinonimia con W. crassicauda (Keyserling, 1865), a seguito di un lavoro di Levi, (1986b)[1].